# Sonja Baum
Sonja Baum (* 22. Juli 1975 in Bonn) ist eine deutsche Schauspielerin.

## Karriere
Von 1997 bis 2000 studierte sie am Salzburger Mozarteum, anschließend folgte bis 2004 ein Engagement am Schauspielhaus Bochum. Von 2005 bis 2006 war sie als Marie Vermont in 52 Folgen der ZDF-Telenovela Wege zum Glück zu sehen.
Im Herbst 2014 spielte sie in der Romanverfilmung von Peter Stamms Agnes unter der Regie von Johannes Schmid die Rolle der Louise. Von 2020 bis 2023 verkörperte sie die Leiterin der SOKO Köln.

## Filmografie (Auswahl)
- 1995: Verbotene Liebe (Fernsehserie, 5 Folgen)
- 1998: Im Namen des Gesetzes (Fernsehserie, Folgen Graffiti)
- 2000: Medicopter 117 – Jedes Leben zählt (Fernsehserie, Folge Zwischen Leben und Tod)
- 2001: Der Millionär und die Stripperin (Fernsehfilm)
- 2001, 2019: Alarm für Cobra 11 – Die Autobahnpolizei (Fernsehserie, verschiedene Rollen, 2 Folgen)
- 2002: Der kleine Mönch (Fernsehserie, Folge Der Heiratsschwindler)
- 2003: Tatort: Mutterliebe (Fernsehreihe)
- 2005–2006: Julia – Wege zum Glück (Fernsehserie, 52 Folgen)
- 2006: Carrick Mor (Kurzfilm)
- 2006: Die Sitte (Fernsehserie, Folge Die Unwiderstehliche)
- 2006: SOKO Kitzbühel (Fernsehserie, Folge Betrogen)
- 2006: Tatort: Blutdiamanten
- 2008: Post Mortem – Beweise sind unsterblich (Fernsehserie, Folge Helden)
- 2008: Familie ist was Wunderbares (Fernsehfilm)
- 2008: Mein Mann, der Trinker (Fernsehfilm)
- 2008: Der Tote in der Mauer (Fernsehfilm)
- 2009–2016: SOKO Köln (Fernsehserie, verschiedene Rollen, 3 Folgen)
- 2009, 2019: Notruf Hafenkante (Fernsehserie, verschiedene Rollen, 2 Folgen)
- 2011: Der Staatsanwalt (Fernsehserie, Folge Das Duell)
- 2011: Der letzte Bulle (Fernsehserie, Folge Camping für Anfänger)
- 2011: Danni Lowinski (Fernsehserie, Folge Endspiel)
- 2012: Eine Frau verschwindet (Fernsehreihe)
- 2012: Tatort: Alter Ego
- 2012: Ein Fall für zwei (Fernsehserie, Folge Mord im Callcenter)
- 2013: Stolberg (Fernsehserie, Folge Der verlorene Sohn)
- 2013: Schloss Einstein (Fernsehserie, 1 Folge)
- 2013: Herzensbrecher – Vater von vier Söhnen (Fernsehserie, Folge KIrchenasyl)
- 2013–2016: Der Lehrer (Fernsehserie, 6 Folgen)
- 2015: Heldt (Fernsehserie, Folge Ein König, zwei Damen)
- 2015: Inga Lindström: Liebe deinen Nächsten (Fernsehreihe)
- 2016: Agnes
- 2017: In aller Freundschaft – Die jungen Ärzte (Fernsehserie, Folge Kämpfe)
- 2018: Falk (Fernsehserie, Folge Saubere Wäsche)
- 2018: Die Rosenheim-Cops (Fernsehserie, Folge Mord wie er im Buche steht)
- 2019: Wilsberg – Minus 196° (Fernsehreihe)
- 2019: SOKO München (Fernsehserie, Folge Wer andern eine Grube gräbt)
- 2019: WaPo Bodensee (Fernsehserie, Folge Böse Freunde)
- 2019: Morden im Norden (Fernsehserie, Folge Herzweh)
- 2020: Tatort: Limbus
- 2020–2023: SOKO Köln (Fernsehserie)
- 2023: Die Füchsin: Alte Sünden (Fernsehreihe)
- 2024: Überväter (Fernsehfilm)